# フレフ・ファン・アヴェルマート
フレフ・ファン・アヴェルマート（グレッグ・ヴァン・アーヴェルマート、Greg Van Avermaet、1985年5月17日 - ）は、ベルギー、ロケレン出身の自転車競技選手。2021年、AG2R・ラ・モンディアルへ移籍する。

## 経歴
父方の祖父であるエメ、父のロナルトに加え母方の祖父にあたるカミエル・ビュイス、その娘で母方の伯母にあたるアンヤ・ビュイスもかつてはプロのロードレース選手だった。さらに義兄のグレン・ドランダーとはサイレンス・ロット時代の2008年〜2010年まで同僚であり　(グレンの父ルカもプロロード選手だった) 、はとこの内2人が元プロロード選手だった　(共にプロ入りはグレッグの方が先) という、まさに自転車競技一家の中で生まれ育つ。しかし、グレッグ自身は17歳までサッカーのゴールキーパーとして本気でプロ入りを目指していた。
2006年にアンダー23（U23）国内選手権・個人ロードレースを優勝。2007年にプレディトール・ロット（現 サイレンス・ロット）と契約を結んでプロ転向。
2008年にはブエルタ・ア・エスパーニャに初出場。ポイント賞部門において、アレハンドロ・バルベルデを抑えて第10から第13ステージまで首位に立つ。その後、アルベルト・コンタドールに首位の座を奪われるが、第17ステージで再び首位に返り咲き、今度は最後まで守りきってポイント賞を獲得。加えて第9ステージでは、ダヴィデ・レベッリン（2位）、フアン・アントニオ・フレチャ（3位）らを破って勝っている。
2011年、BMC・レーシングに移籍。
2016年リオデジャネイロオリンピックにて、最終周回の下りより先行するラファウ・マイカをヤコブ・フグルサングと共に猛追し、残り1.5kmで追いつきスプリント勝負に持ち込み勝利。オリンピック後のレースからはチームジャージに金メダリストを表す金色のパイピングが施された物を着用している。
2017年、フランドル・クラシックは地元のビッグレース、ロンド・ファン・フラーンデレンでフィリップ・ジルベールの独走を許し失意の2位に終わるがパリ〜ルーベでは5名のスプリント勝負を制し念願のモニュメント優勝を飾った。3年連続の区間優勝を目指して臨んだツール・ド・フランスではライバルのペーター・サガンやマイケル・マシューズらに阻まれ区間優勝は果たせなかった。しかし、UCIワールドツアー2017でクリス・フルームを僅差で抑え初の年間王者に輝いた。

## 主な戦績
出典:

### 2006年
- ベルギーナショナル選手権　U23ロードレース　優勝

### 2007年
- ツアー・オブ・カタール　区間優勝（第5ステージ）
- メモリアル＝リック・ファンステーンベルヘン　優勝

### 2008年
- ロンド・ファン・ベルヒエ（ツール・ド・ベルギー）　総合2位(第3ステージ優勝)
- ツール・デ・ラ・レジオン・ワロンヌ　総合2位(第1ステージ優勝)
- ツール・ド・レン　区間優勝　(第2ステージ)
- ブエルタ・ア・エスパーニャ　ポイント賞(第9ステージ優勝)

### 2011年
- ツール・ド・ベルギー　総合2位
- オーストリア一周　区間優勝 (第6ステージ)
- ツール・ド・ワロニー　総合優勝 (第5ステージ優勝)
- パリ〜ツール　優勝
- グラン・ピエモンテ　2位

### 2012年
- グランプリ・シクリスト・ド・ケベック　2位

### 2013年
- ツアー・オブ・カタール　チームタイムトライアル優勝 (第2ステージ)

- ヘント〜ウェヴェルヘム　3位
- ツール・ド・ワロニー　総合優勝、ポイント賞 (第3,5ステージ優勝)
- グランプリ・シクリスト・ド・ケベック　3位

### 2014年
- オムロープ・ヘット・ニウスブラット　2位
- ロンド・ファン・フラーンデレン　2位
- エネコ・ツアー　区間優勝（第5ステージ）

- グランプリ・ド・ワロニー　優勝
- プリムス・クラシック アンパニ＝ファンペテヘム　優勝

### 2015年
- ストラーデ・ビアンケ　2位
- ティレーノ〜アドリアティコ　区間優勝（第3ステージ）
- ロンド・ファン・フラーンデレン　3位
- パリ・ルーベ　3位
- ツール・ド・ベルギー　総合優勝（第4ステージ優勝）
- ベルギーナショナル選手権　ロードレース　3位

- ツール・ド・フランス　区間優勝（第13）、チームタイムトライアル優勝 (第9ステージ)
- エネコ・ツアー　総合2位
- パリ〜ツール　3位

### 2016年
- オムロープ・ヘット・ニウスブラット　優勝
- ティレーノ〜アドリアティコ　総合優勝（第1・TTT、第6ステージ優勝）
- ベルギーナショナル選手権　ロードレース　3位
- ツール・ド・フランス　区間優勝(第5ステージ)
- リオデジャネイロオリンピック　 個人ロードレース 金メダル

### 2017年
- オムロープ・ヘット・ニウスブラット　優勝
- ストラーデ・ビアンケ　2位
- E3・ハレルベーク 優勝
- ヘント～ウェヴェルヘム 優勝
- ロンド・ファン・フラーンデレン　2位
- パリ～ルーベ　優勝
- ツール・ド・ルクセンブルク　総合優勝（第2,4ステージ優勝）

### 2018年
- ツアー・オブ・オマーン　区間優勝（第3ステージ）
- E3・ハレルベーク 3位
- ツール・ド・ヨークシャー　総合優勝
- グランプリ・シクリスト・ド・ケベック　2位
- グランプリ・シクリスト・ド・モントリオール　3位

### 2019年
- ボルタ・ア・ラ・コムニタ・バレンシアナ　区間優勝（第3ステージ）
- オムロープ・ヘット・ニウスブラット　2位
- E3ビンクバンク・クラシック　3位
- ツール・ド・ヨークシャー　区間優勝 (第4ステージ)
- グランプリ・シクリスト・ド・モンレアル　優勝

### 2020年
所属チームの存続が危ぶまれた中、自身も調子が上がらず2012年以来の年間0勝に終わった。

### 2021年
3年契約で移籍したもののロンド・ファン・フラーンデレンでの3位が目立った程度で、またしてもシーズン0勝に終わった。

### 2023年
- ブークル・ド・ロルヌ 優勝